# Allium tekesicola
Allium tekesicola — вид рослин з родини амарилісових (Amaryllidaceae); поширений у Казахстані й Китаї.

## Опис
Цибулини зазвичай одиночна, рідко парна, вузько-яйцюваті, діаметром 0.7–1 см; оболонка каштаново-коричнева або блідо-коричнева; внутрішні шари жовтувато-коричневі. Листки коротші від стеблини, 0.5–1 мм завширшки, півциліндричні, жолобчасті зверху. Стеблина 20–60 см, циліндрична, вкрита листовими піхвами на ≈ 1/3 довжини. Зонтик нещільно малоквітий. Оцвітина блідо-червона; сегменти з темно-червоною серединною жилкою, рівні, довгасто-ланцетні, 6–8 × ≈ 2 мм, верхівка гостра. Період цвітіння: червень — липень.

## Поширення
Поширення: Казахстан, Китай — західний Сіньцзян.
Населяє сухі схили.